# Mummy Forensics

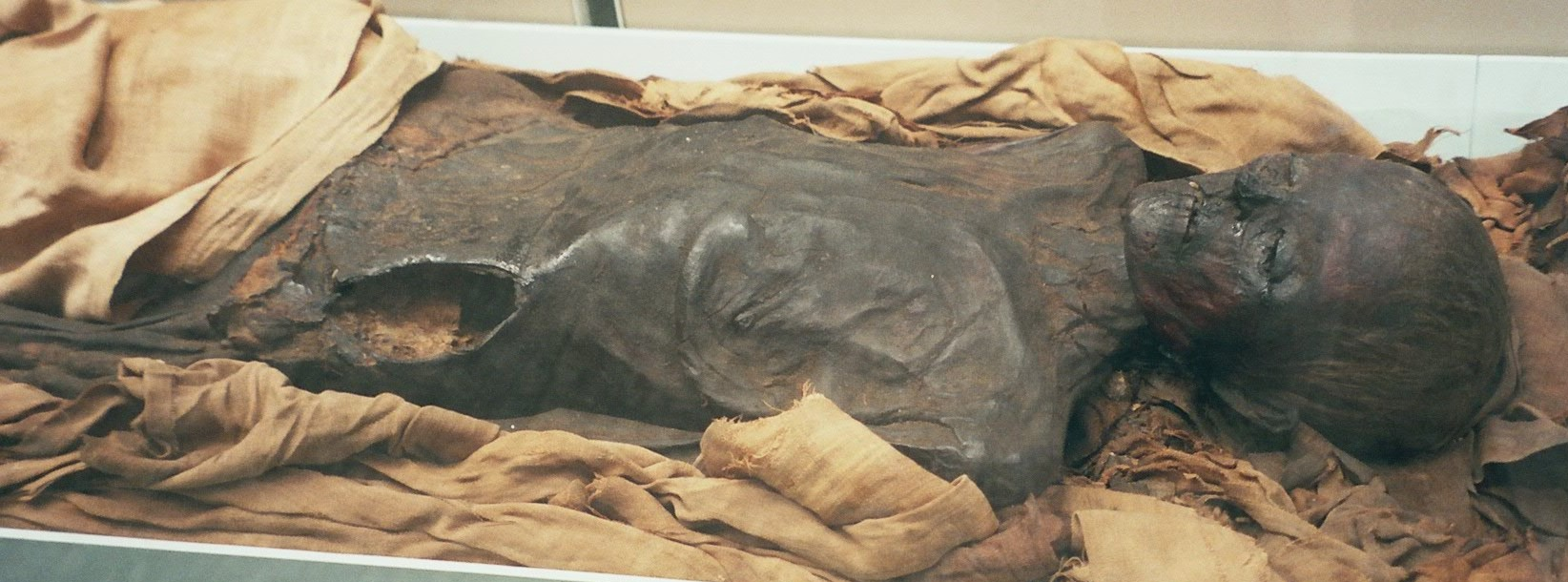

Mummy Forensics is een Britse televisieserie die wordt uitgezonden door History. Hierin onderzoekt Dr. Joann Fletcher met een Mummy Investigation Team  van de Universiteit van York een zestal in het Verenigd Koninkrijk gevonden mummies.

## Afleveringen
1. The Screamer - een op ongebruikelijke wijze afgelegde man uit Peru
2. The Sealed Coffin - een niet te openen sarcofaag uit Egypte
3. The Misfit - een lichaam zonder genitalia uit Egypte in een te krappe kist
4. The Pierced Skull - een zichtbaar verwond lichaam uit Zuid-Amerika
5. The Fisherman - een lichaam uit Peru met gekruiste benen, wat ongebruikelijk is
6. The Missing Body - een lichaamloos hoofd uit een Engels museum